# 경제문감
《경제문감》은 정도전의 정치철학서이다.

## 소개
“경국제세, 나라를 잘 다스려 세상을 구제한다.” 정치가 존재하는 이유가 이 한마디에 모두 들어 있다. 정도전은 ≪경제문감≫을 씀으로써 세상을 구제하고자 했다. 그는 옛사람을 숭상했기 때문에 그들 직분 임무의 잘잘못과 인물의 잘남 못남을 널리 가려내어 글로 기록했다. 이를 정리하는 작업을 통해 그가 세우고자 하는 바른 정치 체제를 알릴 수 있다고 생각했던 것이다. 또한 선대 선비들의 학설을 인용하면서 그 사이에 자신의 의견을 덧붙였다. ≪경제문감≫에서 주장하는 정도전의 정치 체제 및 통치 철학은 재상을 중심으로 하는 공명정대한 정치, 백성을 사랑하고 소중히 여기는 민본주의, 경제적·물질적 성장과 절약을 강조하는 실용주의, 그리고 부국강병(富國强兵)을 이룩하는 정치 이념이다.
군군신신(君君臣臣父父子子), 임금은 임금답게 신하는 신하답게 각자의 자리에 있는 것, 즉 모두가 각자의 자리에서 그 역할을 다하는 것이 정도전이 제시한 올바른 국가의 모습이었다. 재상은 위로는 음양(陰陽)을 조화하고, 아래로는 많은 백성을 어루만져 편안하게 하며, 안으로 백성을 평온하고 밝게 다스리고, 밖으로 사방의 오랑캐를 진정시키고 어루만져 주는 것, 임금이 어질면 어질지 않은 사람이 없고 임금이 옳으면 옳지 않은 사람이 없으니 한 번 임금을 바르게 하면 나라가 안정되는 것이라고 했다. 이에 임금을 보좌하는 재상의 업무는 임금을 바르게 하는 것보다 더 큰 것이 없다고 강조했다.
태조가 즉위하면서 교시한 고과법(考課法)도 소개했는데, 이는 중국 고대의 전최법(殿最法)을 인용해 만든 것으로 선(善)·최(最)는 지방 수령(守令)의 근태를 조사해 등급을 정하는 명칭으로 선(善)은 덕의(德義)·청근(淸謹)·공평(公平)·각근(恪勤)이고, 최(最)는 옥송(獄訟)에 억울함이 없는 것, 납세를 독촉하되 백성을 불안하게 하지 않는 것, 부역을 균등하게 차출하는 것, 농토를 개간하고 뽕나무를 심는 것, 들을 넓히고 토지를 개간하는 것, 수리(水利)를 잘 다스리는 것, 간특함과 도적을 없애는 것, 곤궁함을 구제하는 것 등으로 했다.
조선왕조 창건에 초석이 되었던 정도전은 다방면에 뛰어난 업적을 남겼다. 그는 두 번의 유배와 10여 년 동안의 귀양살이를 통해 독서와 성찰로 자기 자신을 연마하고 국가 경영에 필요한 대도를 구상했다. 그리하여 전제(田制) 및 군제(軍制) 개혁은 물론이고 각종 정치 이론을 정립했다. ≪경제문감≫은 바로 이러한 시대적 난국을 해결하기 위한 정도전의 고뇌에서 나온 저서로서, 시대를 통관하고 국운을 전망하고 국정을 계획한 지도력의 정수라고 할 수 있다.
- 조기영 역, 지만지, 2009년, ISBN 108964063775